# Bargłówka (Kieferstädtel)

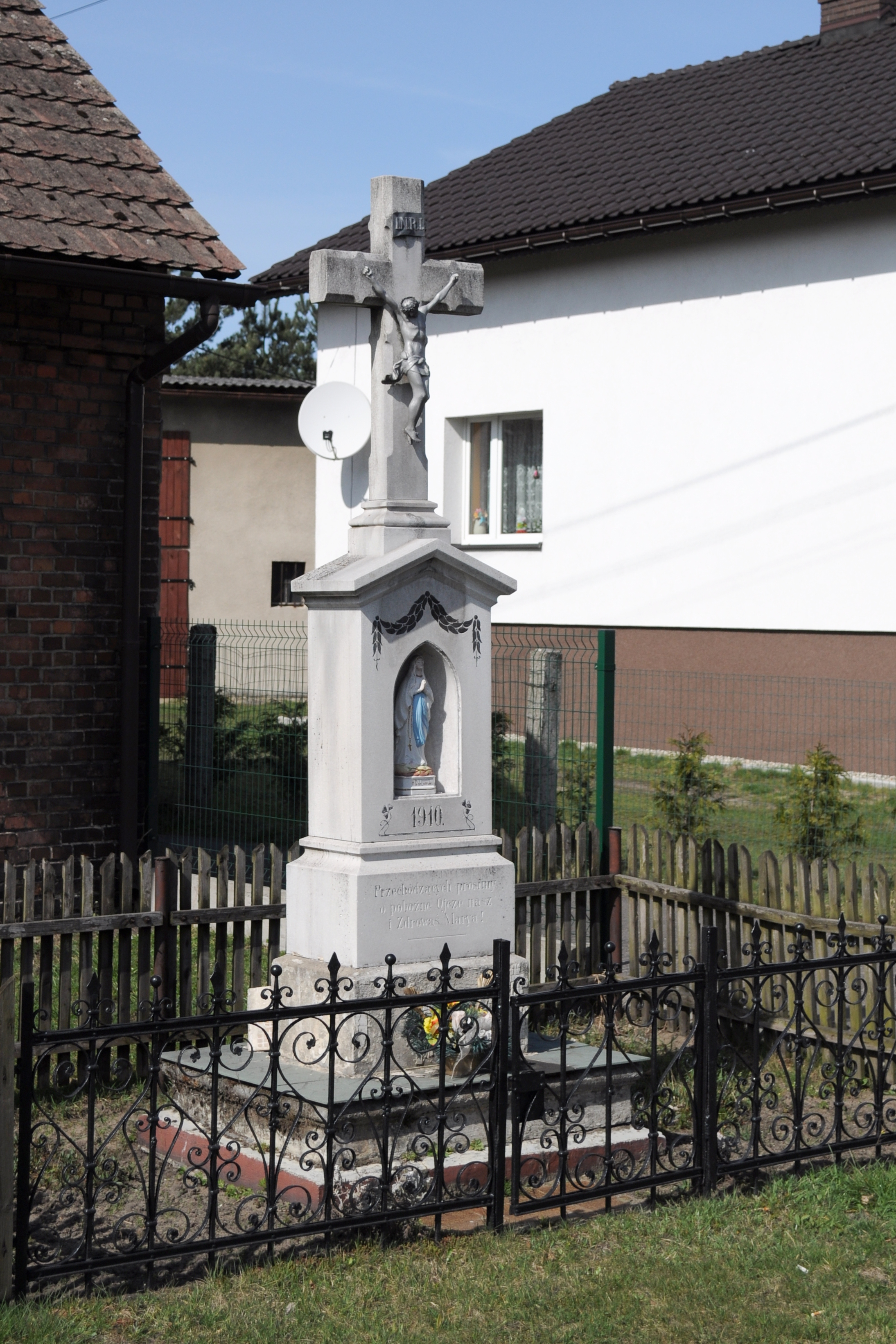
Wegkreuz

Bargłówka (deutsch: Barglowka) ist eine Ortschaft in Oberschlesien. Sie liegt in der Gemeinde Kieferstädtel im Powiat Gliwicki (Landkreis Gleiwitz) in der Woiwodschaft Schlesien.

## Geografie
Barglówka liegt rund neun Kilometer südwestlich vom Gemeindesitz Kieferstädtel, 17 Kilometer südwestlich von der Kreisstadt Gliwice (Gleiwitz) und 39 Kilometer westlich von der Woiwodschaftshauptstadt Katowice (Kattowitz).

## Geschichte
Der Ort entstand 1639 als Bergarbeitersiedlung. Der Ortsname leitete sich vom Namen Bargiel ab und wurde 1743 als Barglawka erwähnt. Während des Dreißigjährigen Krieges lagerten hier dänische Truppen, welche an der Belagerung der Stadt Gleiwitz teilnahmen.
Der Ort wurde 1784 im Buch Beytrage zur Beschreibung von Schlesien als Barglowka erwähnt, gehörte einem Herrn von Welczek und lag im Fürstentum Ratibor und hatte 86 Einwohner und 22 Gärtner. Viele der Einwohner handelten mit Teer. 1818 wurde der Ort als Barylowka (eventuell Tippfehler) erwähnt. 1865 hatte das im Landkreis Rybnik liegende Barglowka 93 Haushalte mit 407 schlesisch sprechenden Einwohnern. Der Ort war nach Stanitz eingeschult. Zu Barglowka gehörte zudem das Forsthaus Barrach.
Bei der Volksabstimmung in Oberschlesien am 20. März 1921 stimmten 81 Wahlberechtigte für einen Verbleib Oberschlesiens bei Deutschland und 233 für eine Zugehörigkeit zu Polen. Barglowka verblieb nach der Teilung Oberschlesiens beim Deutschen Reich. Nach der Auflösung des restlichen Teils des Landkreises Rybnik, kam Barglowka zum Landkreis Ratibor. Am 21. April 1936 wurde der Ort im Zuge einer Welle von Ortsumbenennungen der NS-Zeit in Bergwalde umbenannt. Bis 1945 befand sich der Ort im Landkreis Ratibor.
1945 kam der bis dahin deutsche Ort unter polnische Verwaltung und wurde anschließend der Woiwodschaft Schlesien angeschlossen und ins polnische Bargłówka umbenannt. 1950 kam der Ort zur Woiwodschaft Kattowitz. 1999 kam der Ort zum wiedergegründeten Powiat Gliwicki und zur neuen Woiwodschaft Schlesien.

## Sehenswürdigkeiten und Bauwerke
- Die moderne römisch-katholische Trinitatiskirche, erbaut von 1983 bis 1986.[6]
- Rochuskapelle aus dem Jahr 1920 mit Figuren des heiligen Johannes Nepomuk, Maria und Maria Magdalena.
- Wegkreuz
- Gebäude des Vorwerks

## Bildung
- Ein Kindergarten und eine Grundschule